# Bassania hilaris
Bassania hilaris là một loài bướm đêm trong họ Geometridae.